# Raelynn Hillhouse
Raelynn Hillhouse este un scriitor american de thriller.